# Peter de Jonge
Petrus Marinus Maria (Peter) de Jonge (Rilland-Bath, 18 maart 1952) is een Nederlands politicus van de PvdA.

## Loopbaan
Peter de Jonge behoorde tot de eerste 100 inwoners van Almere en studeerde in 1978 af in de Nederlandse taal- en letterkunde. In Almere rolde hij al snel de lokale politiek in. In 1977 werd hij daar lid van de Adviescommissie en vervolgens zat hij van 1978 tot 1984 als PvdA'er in het Dagelijks Adviescollege. Toen Almere in 1984 de status van gemeente kreeg en dus niet langer viel onder het Openbaar Lichaam Zuidelijke IJsselmeerpolders (OL ZIJP), werd De Jonge in die nieuwe gemeente wethouder. Daarnaast was hij van 1986 tot 1988 waarnemend landdrost van de Zuidelijke IJsselmeerpolders.
In 1988 volgde zijn benoeming tot burgemeester van de toenmalige Noord-Brabantse gemeente Halsteren. Daarnaast was hij in 1992 nog korte tijd waarnemend burgemeester van Woensdrecht. Vanaf november 1993 was De Jonge ruim 17 jaar lang de burgemeester van Heerenveen. Op 4 oktober 2010 liet hij weten op 1 april 2011 zijn ambt in Heerenveen neer te leggen, in ruil voor een functie als adviseur voor wethouders en gemeentebesturen. De gemeente Heerenveen droeg Tjeerd van der Zwan voor als nieuwe burgemeester.
Begin januari 2013 werd De Jonge waarnemend burgemeester van de gemeente Hoogezand-Sappemeer, nadat partijgenote Yvonne van Mastrigt lid van de Gedeputeerde Staten van Groningen was geworden. Zijn burgemeesterschap eindigde toen de gemeente op 1 januari 2018 werd opgeheven en opging in de fusiegemeente Midden-Groningen.